# Bondeval
Bondeval település Franciaországban, Doubs megyében. Lakosainak száma 481 fő (2022. január 1.). Bondeval Thulay, Roches-lès-Blamont, Seloncourt és Valentigney községekkel határos.

## Népesség
A település népességének változása:
| Lakosok száma | 332  | 400  | 411  | 456  | 478  | 475  | 472  | 475  | 477  | 481  |
|               | 1968 | 1982 | 1990 | 2006 | 2013 | 2015 | 2017 | 2019 | 2020 | 2022 |